# کینای پاپوآ گینه نو
کینای پاپوآ گینه نو (به انگلیسی: Papua New Guinean kina) با کد ایزوی PGK، یکای پول رایج در کشور پاپوآ گینه نو است. مسئولیت کنترل این یکای پول برعهدهٔ بانک پاپوآ گینه نو قرار دارد.